# فرنسيس دان
فرنسيس دان (بالإنجليزية: Francis Dunn)‏ هو لاعب كرة قدم أمريكية أمريكي، ولد في 15 أبريل 1891 في ويلكس بار في الولايات المتحدة، وتوفي في فبراير 1975.